# Obrada pesme
Obrada pesme (engl. cover song ili cover version) predstavlja centralni pojam za razumevanje savremene popularne muzike. Obrade pesama postoje u istoriji popularne muzike „od samih početaka razvoja njenih praksi, a na način koji je uspostavljen u periodu između dva svetska rataˮ, i u tom smislu moguće je tvrditi da „su prakse obrade inherentne popularnoj muzici, te da popularne muzike kakvu poznajemo ne bi bilo bez prakse obradaˮ.
Termin obrada pesme podrazumeva da: „umetnik 1 izvodi/snima pesmu x; umetnik 2 potom izvodi/snima pesmu x; i stoga se kaže da je napravio obradu ili pesme x ili verzije pesme x umetnika 1.ˮ Da bi razjasnio neke od problematičnih situacija i izbegao moguće paradokse (poput onog kada autor pravi obradu sopstvene pesme), Kurt Moser koristi termin „osnovnaˮ pesma („baseˮ song), umesto termina „originalnaˮ pesma, da bi identifikovao pesmu koja se „zahvaljujući svom statusu, popularnosti, ili moguće i drugim razlozima, smatra paradigmatičnom, i stoga verzijom sa kojom se svi drugi snimci i izvođenja porede.ˮ

## Vrste obrada popularnih pesama
Po pitanju obrade popularnih pesama Moser pravi distinkciju između:
- reduplikacijskih,

- interpretativnih (manjih i većih),

- ironičnih i

- parodijskih obrada.

Moser smatra da je moguće identifikovati jedan kontinuum vrsta koji se prostire u raponu od pokušaja da se reduplicira data pesma ili izvođenje do parodije koja sadrži samo najminimalniju vezu sa pesmom koja se parodira. Između ova dva ekstrema nalazi se čitav raspon drugih vrsta obrada: kao što su manje interpretativne obrade koje su veoma blisko povezane sa osnovnom pesmom, i pokazuju veliki stepen poštovanja prema njoj; veće interpretacije, koje preoblikuju osnovnu pesmu u pesmu toliko distinktivnu da ona praktično funkcioniše kao nezavisna kreacija, i čak može biti identifikovana kao paradigmatična vezija osnovne pesme; ironična obrada, koja subvertira osnovnu pesmu u distinktivnu pesmu, ali sa ironijskim otklonom i preradom značenja koje je razlikuje od veće nterpretacijske obrade, i parodije koja jednostavno koristi osnovnu pesmu radi komičnog efekta.
Vesna Mikić smatra da „[u]koliko je pojam ՚obrade՚ do osamdesetih godina prošlog veka i bio relativno stabilan i jasan, i on se, zahvaljujući opštem tehnološkom razvoju i posebno pojavi postupaka semplovanja kada je muzička produkcija u pitanju, u protekle tri decenije pridružio drugim nestabilnim i (sistematski) ambigvitetnim pojmovima našeg vremena.ˮ

## Funkcije obrade pesama
Obrada kao reprodukcijska/reproduktivna praksa, prema mišljenju Vesne Mikić, ima dve funkcije koje su aktuelne i danas u eri postprodukcije: edukativnu funkciju i komercijalnu funkciju. „Obrazovna funkcija obrada seže i dalje od ՚informatora՚ za mlade i potencijalne nove kupce (...) ako se u obzir uzme činjenica da je uobičajeno za većinu pop grupa i izvođača da u ranim fazama rada ՚uvežbavaju՚ tuđe pesme dok ne dođu do sopstvenog, ՚originalnog՚ repertoara. U eri postprodukcije ova, prema Moserovoj kategorizaciji, ՚reduplikacijska՚ podvrsta ՚obrade pesama՚ rascvetatva se u različitim stratumima sveta popularne muzike – tribjut ili kaver bendovima (npr. Bjorn Again, Beatles Revival Band iz Praga, konačno The Bestbeat iz Beograda; ili brojni klupski bendovi koji sviraju na primer jugoslovenski pop), tribjut izdanjima i koncertima (otvaranje Gitar art festivala ove godine [2013] posvećeno Bitlsima, na primer), preko ՚reduplikacija՚ na kojima se u osnovi zasnivaju televizijski formati poput ՚Prvog glasa Srbije՚, drugih pevačkih takmičenja (na primer ՚Zlatna sirena՚) do takmičenja u karaokama.ˮ

## Obrade u kontekstu srpske popularne muzike

### Prepevi
„U ranim danima jugoslovenske/srpske popularne muzike postojala je potreba da obrade obavezno podrazumevaju prepeve na srpskohrvatski bilo da se radi o italijanskim kanconama (՚Guarda che luna՚ G. Malgoni – Đorđe Marjanović, prva ploča 1959. ՚O kakv mesec՚), francuskim šansonama (Lola Novaković, ՚Ne, ne žalim ni za čim՚ 1964 – ՚Non je ne regrette rien՚, Edit Piaf, 1960; ili Fererova [Nino Ferrer] ՚C՚est irreparable՚, odnosno ՚Un anno d՚amore՚ – Lola Novaković, 1967, ՚Jedna godina ljubavi՚; Đorđe Marjanović/Žilber Beko [Gilbert Becaud] ՚Natali՚ 1964/1965) ili numerama britanskog/američkog rokenrola (Đorđe Marjanović, ՚Ema, Emili՚, Hot Chocolate, ՚Najdraži san՚, Siluete, 1966, The Searchers ՚When you walk in the room՚; Crni biseri, Iskre - ՚Kuća izlazećeg sunca՚ itd).ˮ

### Obrade sa funkcijom u "konstrukciji tradicije"
U slučaju srpske popularne muzike obrade su (osim što su služile obrazovanju novih generacija muzičara i slušalaca) imale i funkciju u ՚konstrukciji tradicije՚. U tom smislu „jedna od važnih misija jugoslovenske kulturne politike u eri procvata tzv ՚zabavne muzike՚ bila je proizvodnja specifično jugoslovenske popularne muzike koja je podrazumevala originalno stvaralaštvo u uslovima domaće muzičke industrijeˮ, pri čemu su „prakse produkcije/obrade (...) poslužile kao važno sredstvo za ostvarivanje baze/tradicije – cilja potvrđenog onda kada tako izgrađena tradicija počne da cirkuliše, da se potvrđuje daljom reprodukcijom. Otuda već sedamdesetih srećemo standarde i obrade standarda poput pesme ՚Loše vino՚ (Bjelo dugme – Zdravko Čolić).ˮ

### "Transmedijske" obrade
Termn „transmedijskeˮ obrade Vesna Mikić koristi da bi ukazala na jedan značajan aspekt obrada, a to je „mogućnost remedijacije ՚originala՚, takođe proveren industrijski/komercijalni trik, i ՚okidač՚ za raznorodne tipove recepcije muzičkog proizvoda. U slučaju pesme ՚Devojko mala՚ popularna pesma Darka Kraljića smeštena je u tzv. ՚muzički film՚ Ljubav i moda (1960, Ljubomir Radičević) u izvođenju glumačko-pevačke zvezde, Vlastimira Đuze Stojiljkovića, da bi dvadeset godina kasnije bila remedijatizovana u ՚nezavisnu՚ muzičku numeru Idola.ˮ

### Obrade u kojima se „brišeˮ autor
Obrade u kojima se „brišeˮ autor moguće je izdvojiti kao posebnu podvrstu budući da često „u popularnoj muzici pesmu poistovećujemo sa interpretatorom/pevačem, a čini se da je ovaj mehanizam ključan kada je u pitanju obrada. Postprodukcija čini ovaj paradoks vidljivim i stoga u prvi plan postavlja trenutak izvedbe, kao i umešnost kombinovanja, adaptiranja, pozajmljivanja, poništavajući konvencionalnu ulogu autora, još uvek važeću u reprodukcijskim praksama. U ՚doba obrade՚ postaje otuda uobičajena i postprodukcijska praksa u kojoj autor obrađuje svoje pesme (npr. Goran Bregović), kao što i pevač ՚postajući՚ autor peva nove obrade svojih starih hitova (Bisera Veletanlić, Leo Martin).ˮ

## Poznate obrade
- — Elvis Presli (original izvodi Karl Perkins)
- — Vitni Hjuston (original izvodi Doli Parton)
- — Džoni Keš (original izvodi grupa )
- — Džoan Džet (original izvodi grupa )
- — Džef Bakli (original izvodi Lenard Koen)
- — Šinejd O’Konor (pesmu napisao i komponovao Prins)
- — Džimi Hendriks (original izvodi Bob Dilan)
- — Maraja Keri, Hari Nilson (original izvodi grupa )
- — Guns N' Roses (original izvodi Bob Dilan)
- — Areta Frenklin (original izvodi Otis Reding)
- — Nirvana (original izvodi Dejvid Boui)

## Spoljašnje veze
- The Popdose 100: The Greatest Cover Songs of All Time